# Atelopus muisca
Atelopus muisca is een kikker uit de familie padden (Bufonidae) en het geslacht klompvoetkikkers (Atelopus). De soort werd voor het eerst wetenschappelijk beschreven door José Vicente Rueda Almonacid en Julio Mario Hoyos in 1992. Omdat de soort pas sinds recentelijk is beschreven wordt de kikker in veel literatuur nog niet vermeld.
Atelopus muisca leeft in delen van Zuid-Amerika en komt endemisch voor in Colombia. De kikker is bekend van een hoogte van 2900 tot 3350 meter boven zeeniveau. De soort komt in een relatief klein gebied voor en is hierdoor kwetsbaar. Door de internationale natuurbeschermingsorganisatie IUCN wordt de soort beschouwd als 'Kritiek'.
Atelopus muisca komt voor in páramo en nevelwouden. Tot 1996 was de soort algemeen, maar is ondanks verschillende zoektochten nooit meer waargenomen.